# 以色列政府体制
以色列政体是议会制。 总理是政府首脑和多党制领袖。行政权属于行政机构。立法权属于国会。司法机构独立于行政机构和立法机构之外。由於以色列尚未有成文宪法。以色列政治体制和立国准则仅列在以色列基本法。

## 行政机构
总理是国内最有影响力的政治人物。总理由国会选举产生，经过内阁投票，制定外交内政等诸方面政策。 内阁由部长组成，大部分是政府部门首長，但也有副部长和不管部长。内阁部长由总理任命，但需基于国会中各党派议席的分布情况，内阁构成需经过国会通过。总理有权解除内阁成员的职务，但重新任命需要经过国会核准。虽然规定内阁中仅总理一人必须是国会议员，但一般大多数内阁成员都是国会议员。内阁在每周日举行例会，如果形势需要也可召集开会，内阁会议由总理主持。
总理还会带领其挑选部分部长组建安全内阁，负责制定和实施外交和国防政策。这个组织形式设计的初衷是是协调外交谈判，并在危机和战争时期快速有效的作出决定。
以色列政府行政机构共有28个部门，每个部门负责公共行政的一个特定领域。很多部门都集中在耶路撒冷吉瓦特拉姆的基利亚特·本·古里安政府综合办公区。部门由部长领导，部长是内阁成员，通常也是国会议员。总理办公室负责协调各政府部门的工作，协助总理的日常工作。
在以色列，总统是法定的国家元首，基本上是非政治化的仪式性角色，实际的行政权力掌握在总理手中。总统的仪式性职能包括签署除与自身权力相关的所有法律、签署国际或双边条约、任命总理、确认本国大使，接受大使递交的国书等。总统在政府中也有若干不可替代的职能，总统是唯一有权为罪犯减刑或赦免的官员，总统根据国会内务委员会的建议任命以色列银行行长和以色列国家审计长，任命以色列红大卫盾会主席及其他一些机构的领导人，依据选举结果任命法官等。

## 立法机构

### 国会
以色列采用一院制,以色列国会是唯一议会，位于耶路撒冷。依据是1958年基本法，国会共有议员120名，议员任期4年。国会采用政党名单比例代表制的选举方式，政党名单为封闭式名单，用汉狄法计算和分配议席。选民们只选名单上的政党，而不是选候选人，政党只有得票率超过3.25%的门槛才能参与分配议席。所有年满18岁的以色列公民均可参加立法选举，选举为不记名投票。
作为以色列政府的立法分支，国会有权制定和废除所有法律。以色列政治是议会至上的，国会可以靠简单多数决通过任何法律，甚至是与基本法相冲突的法律，只要没有特殊限制条件。国会作为制宪议会，也可以通过或修改基本法。国会还可以通过其下属的委员会指导行政机构的活动，选举总理并批准其内阁，选举国家总统，提名国家审计长。国会还有权将总统和审计长免职，撤销国会议员的豁免权，以及解散国会并发起新国会选举。